# The Kitchen
The Kitchen és una sala d'espectacles de Nova York als Estats Units situada al barri de  Chelsea al carrer 19 entre les  Onzena i la Dotzena Avinguda. És sobretot una organització amb objectius no lucratius, dedicada als artistes contemporanis d'horitzons tan variats com la música, el ball contemporani, la literatura, el vídeo o el multimèdia.

## Història
The Kitchen ha estat fundada el 1971 per un col·lectiu d'artistes per presentar les creacions més contemporànies dels compositors experimentals com Steve Reich o Philip Glass, i de performers. Ràpidament va esdevenir un lloc de trobades artístiques interdisciplinàries, sobretot en ser una de les primeres institucions americanes a promoure els camps que emergeixen del vídeo i de les prestacions artístiques, en particular coreogràfics. The Kitchen ha llançat així les carreres de nombrosos artistes americans d'avantguarda com Rhys Chatham, Glenn Branca, Vito Acconci, Constance de Jong, Gary Hill, Kiki Smith, Charles Atlas, Lucinda Childs, Elizabeth Streb, Bill T. Jones, Laurie Anderson, Peter Greenaway, Brian Eno, Cindy Sherman, Philip Glass, o Meredith Monk.
Als anys 1980, The Kitchen s'ha imposat internacionalment com un epicentre de les creacions experimentals més avantguardistes. D'ençà el 2004, ha entrat en un període de transició, i sembla perdre una mica la seva aura i la novetat en la seva programació.